# Kaliopi Bukle
Kaliopi Bukle, vagy művésznevén Kaliopi (macedónul: Калиопи Букле; Kicsevo, 1966. december 28. — ) macedóniai aromán származású énekes-zeneszerző, aki már tízévesen énekes karrierbe kezdett. Az 1996-os Eurovíziós Dalfesztiválon indult volna először Macedónia a fesztiválon, de az arra az évre bevezetett kieséses rendszer értelmében nem jutott be az oslói döntő legjobb huszonhárom előadója közé a Samo ti (magyarul: Csak te) című dalával, ugyanis a 26. helyen végzett 14 ponttal. Tizenhat év múlva, a 2012-es Eurovíziós Dalfesztiválon Macedónia színeiben állt színpadra Bakuban, a "Crno i belo" című dalával, mely a tizenharmadik lett a döntőben. 2016-ban a macedón közszolgálati televízió felkérésére ismét ő képviselte hazáját, ezúttal Stockholmban. Az elődöntőben 88 pontot gyűjtött, így a 11. helyezést érte el, és ezért nem sikerült bejutnia a döntőbe.

## Diszkográfia

### Albumok
- 1986 – Kaliopi
- 1987 – Rodjeni
- 1999 – Oboi Me
- 2001 – Ako Denot Mi E Nok
- 2002 – Najmila
- 2003 – Ne Mi Go Zemaj Vremeto
- 2005 – Me, Isadora
- 2007 – The Best Of
- 2008 – Zelim Ti Reci
- 2009 – Oblivion (Edin Karamazovval)
- 2010 – Poraka

### Kislemezek
| - Tomi – 1984 - Nemoj da me budis – 1984 - Leo – 1985 - Leto e avantura – 1985 - Ostani vo mene – 1986 - Bato – 1987 - Emanuel – 1987 - Samo Ti – 1996 - Ne Placi – 1998 - Ne Zaboravaj – 1998 - Oboi Me – 1999 - Daj da Pijam – 2000 - Ako denot mi e nok – 2001 - Na Pat do Makedonija – 2001 - Dali me sakas – 2001 - Za samo eden den – 2002 | - Najmila – 2002 - Zasluzena Zemja – 2002 - Ne Mi Go Zemaj Vremeto – 2003 - Za Kogo Postojam – 2003 - Smeh – 2004 - Toa Sum Jas – 2004 - Purpurni Dozdovi (duett Vasil Zafirchevvel) – 2004 - Bel Den (duett Esmával) – 2004 - Koga prokleto ti trebam – 2005 - 1000 Bozji Cvetovi – 2006 - Silna/Silna (Remix) – 2006 - Zivotot e Jabe – 2006 - New Day (duett Garo Juniorral) – 2006 - Grev – 2007 - Probudi Me – 2007 | - Melankolija (duett Massimo Savićtyal) – 2007 - Spring in my mind – 2007 - Crne Ruze – 2008 - Reci Mi – 2008 - Za Tebe Čuvam Sebe – 2008 - Ljubi – 2008 - Zelim ti Reci – 2009 - Rum Dum Dum (duett Naum Petreskivel) – 2009 - Ljubičice – 2009 - Meni je ime/Moeto Ime – 2009 - Srekja i taga – 2009 - Nevinost – 2009 - Zasekogas/Zauvijek – 2010 - Kazi, kazi libe Stano (duett Rade Serbedzijával) - 2010 - Ne sum kako ti/Ja nisam kao ti - 2010 - Ti - 2010 |

## Fordítás
- Ez a szócikk részben vagy egészben  a   Kaliopi című angol Wikipédia-szócikk fordításán alapul.  Az eredeti cikk szerkesztőit annak laptörténete sorolja fel. Ez a jelzés csupán a megfogalmazás eredetét és a szerzői jogokat jelzi, nem szolgál a cikkben szereplő információk forrásmegjelöléseként.